# Petersenska huset
Petersenska huset, historisk set også refereret til som Piperska palatset, er en bygning i Aurora-karrée i Gamla stan, Stockholm. Hovedindgangen har en stor dobbeltport ligger ved Munkbron 11. og siden af bygningen er på Lilla Nygatan.
Den blev opført fra 1645-1659 i renæssancestil efter tegninger af arkitekten Christian Julius Döteber fra Lübeck.